# Sant’Antioco Martire

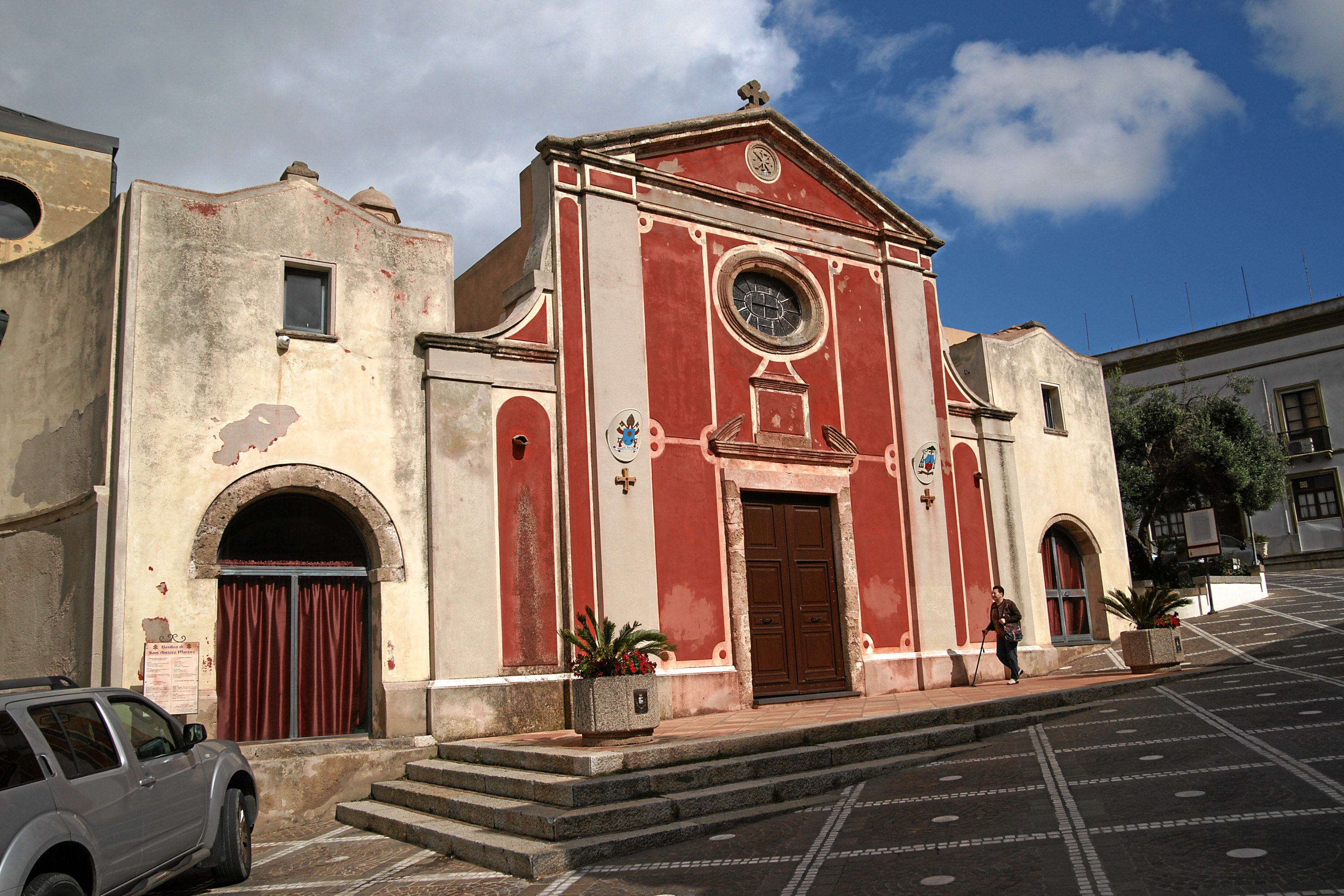
Sant’Antioco Martire

Die Basilika Sant’Antioco Martire ist eine römisch-katholische Kirche in der Gemeinde Sant’Antioco auf der gleichnamigen Insel Sant’Antioco vor der Südwestküste von Sardinien, Italien. Die Kirche des Bistums Iglesias war bis Anfang des 16. Jahrhunderts deren Kathedrale und hat heute den Titel einer Basilica minor. Die Kirche stammt aus byzantinischer Zeit.

## Geschichte
Das ursprüngliche Bauwerk wurde zwischen dem Ende des 5. und dem Beginn des 6. Jahrhunderts als Martyrion über dem Katakombengrab des Märtyrers Antiochus von Sulci († 127) errichtet, der ab dem 12. Jahrhundert der Insel auch den Namen gab. Der Grundriss hatte die Form eines griechischen Kreuzes mit einer Kuppel über der Vierung. Die Ausrichtung der Kreuzkuppelkirche war Nord-Süd. Die Kirche wird als Kathedrale des damaligen Bistums Sukli angesehen. Nach dem morgenländischen Schisma von 1054 wurden 1089 zum Benediktinerorden gehörende Mönche nach Sardinien geschickt, um den Kult an die Westkirche anzupassen. Mit der Erweiterung des westlichen Arms zum Langhaus mit gleicht Trachytblöcken und Schaffung einer Apsis wurde die Kirche dann geostet. 1102 fand eine neue Kirchweihe statt.
Die Insel Sant’Antioco blieb aber lange Zeit bis ins 18. Jahrhundert aufgrund der Überfälle der Sarazenen nahezu unbewohnt. Um das 18. Jahrhundert wurde das Kirchenschiff weiter verlängert und vollständig verputzt sowie mit Fresken versehen. Es wurde mit einer neobarocken Fassade ausgestattet, die noch heute erhalten ist. Seitlich vor der Fassade wurde ein Glockenturm errichtet.
In der zweiten Hälfte des 20. Jahrhunderts löste sich bei einem Wolkenbruch ein Teil des Verputzes, woraufhin Pfarrer Salvatore Armeni beschloss, die Kirche in ihren ursprünglichen Zustand zu versetzen. Als die Kirche von ihrer neobarocken Ausstattung befreit wurde, stellte man ihr ursprüngliches Alter fest, da man bis dahin fälschlicherweise angenommen hatte, sie stamme aus dem 11. oder 12. Jahrhundert. Der Kirche wurde 1991 der Titel einer Basilica minor verliehen. Im Jahr 2019 wurde die Basilika einer weiteren Restaurierung unterzogen, bei der der Fußboden angehoben, der Altar und der Ambo ersetzt und eine neue Sakristei auf der rechten Seite der Basilika errichtet wurde. Der Fußboden, der Altar und der Ambo wurden aus weißem Marmor aus Orosei gefertigt.